# Воробьёв, Степан Тимофеевич
Степан Тимофеевич Воробьёв (род. 15 ноября 2001) — российский спортсмен-подводник.

## Карьера
Тренируется в ДЮСШ «Олимп» (Берёзовский, Свердловская область). Тренеры — Кузнецова Анна Станиславовна, Петров Владислав Геннадьевич.
С чемпионата мира 2020/21 года привёз две «бронзы», завоёванных на дистанциях 100 и 400 метров с аквалангом.
С прошедшего в Сербии с 21 по 27 июня чемпионата мира по апноэ стал чемпионом в скоростном апноэ на 100 метров. В другой дисциплине (апноэ 8 по 50 метров) Степан стал бронзовым медалистом.
Студент Уральского федерального университета.